# Untertoggenburg
Der Bezirk Untertoggenburg war von 1803 bis Ende 2002 eine Verwaltungseinheit des Kantons St. Gallen.
Ganterschwil (heute Teil der Gemeinde Bütschwil-Ganterschwil) und Mogelsberg (heute Teil der Gemeinde Neckertal) gehören seit 2003 zum Wahlkreis Toggenburg. Die andern Untertoggenburger Gemeinden sind seither ein Teil des Wahlkreises Wil. Der Begriff Untertoggenburg wird heute noch von Wahlkreisparteien CVP Wil-Untertoggenburg, FDP Wil-Untertoggenburg und SP Wil-Untertoggenburg und von weiteren Vereinen in ihrer Eigenbezeichnung benutzt.

## 1803–1831
Der Bezirk Untertoggenburg bestand seit der Gründung des Kantons St. Gallen im Jahr 1803 aus den Gemeinden Mogelsberg, Ganterschwil, Bütschwil, Lütisburg, Mosnang, Kirchberg, Jonschwil, Oberuzwil, Henau, Flawil und Degersheim.
Im Jahr 1831 wurde der bisherige Bezirk Untertoggenburg in den „neuen“ Bezirk Untertoggenburg und den Bezirk Alttoggenburg aufgeteilt.

## 1831–2002
Das Bundesamt für Statistik führte den Bezirk unter der BFS-Nr. 1712.

## Die Gemeinden des ehemaligen Bezirks Untertoggenburg
| Wappen       | Gemeindename | PLZ       | Einwohner (31. Dezember 2023) | Fläche in km² | Einwohner pro km² |
| ------------ | ------------ | --------- | ----------------------------- | ------------- | ----------------- |
| Degersheim   | Degersheim   | 9113      | 4132                          | 14,48         | 285               |
| Flawil       | Flawil       | 9230      | 10'631                        | 11,47         | 927               |
| Ganterschwil | Ganterschwil | 9608      | 1633                          | 8,01          | 204               |
| Jonschwil    | Jonschwil    | 9243      | 4023                          | 10,99         | 366               |
| Mogelsberg   | Mogelsberg   | 9122      | 1573                          | 32,96         | 48                |
| Oberuzwil    | Oberuzwil    | 9242      | 6674                          | 14,08         | 474               |
| Uzwil        | Uzwil        | 9240      | 14'279                        | 14,49         | 985               |
| Total (7)    | Total (7)    | Total (7) | 42’061                        | 106,48        | 395               |

### Veränderungen im Gemeindebestand

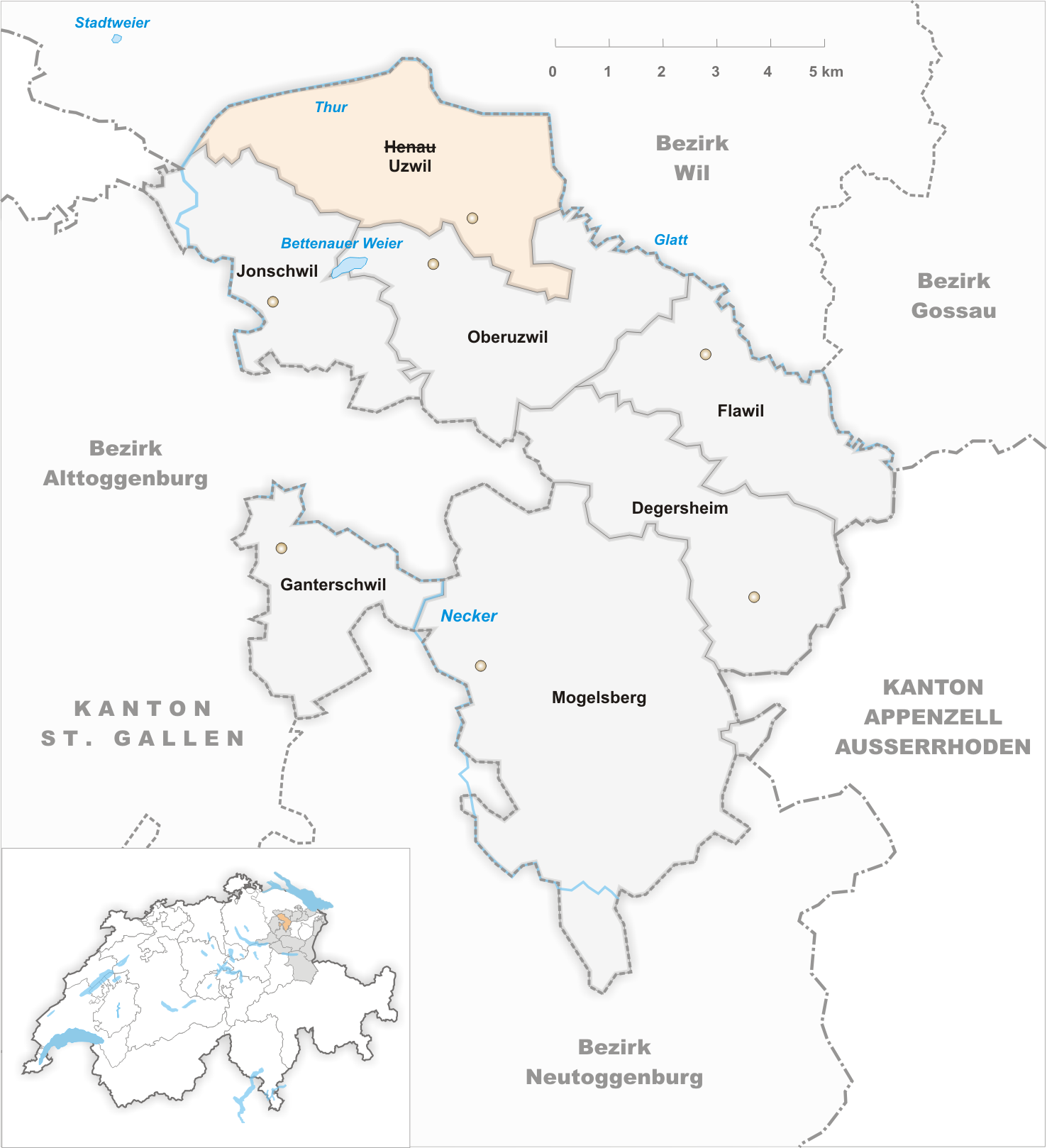
Gemeinden bis 1963

- 1964: Namensänderung von Henau → Uzwil